# Oxyrhopus clathratus
Espèce
Synonymes
- Oxyrhopus doliatus var. viperina Werner, 1903
- Clelia clathrata pulcherrima Müller, 1923

Oxyrhopus clathratus  est une espèce de serpents de la famille des Dipsadidae.

## Répartition
Cette espèce se rencontre :
- au Brésil l’État de Bahia au Rio Grande do Sul ;
- en Argentine dans la Misiones.

## Publication originale
- Duméril, Bibron & Duméril, 1854 : Erpétologie générale ou histoire naturelle complète des reptiles. Tome septième. Deuxième partie, p. 781-1536 (texte intégral).